# Cristian Ugalde

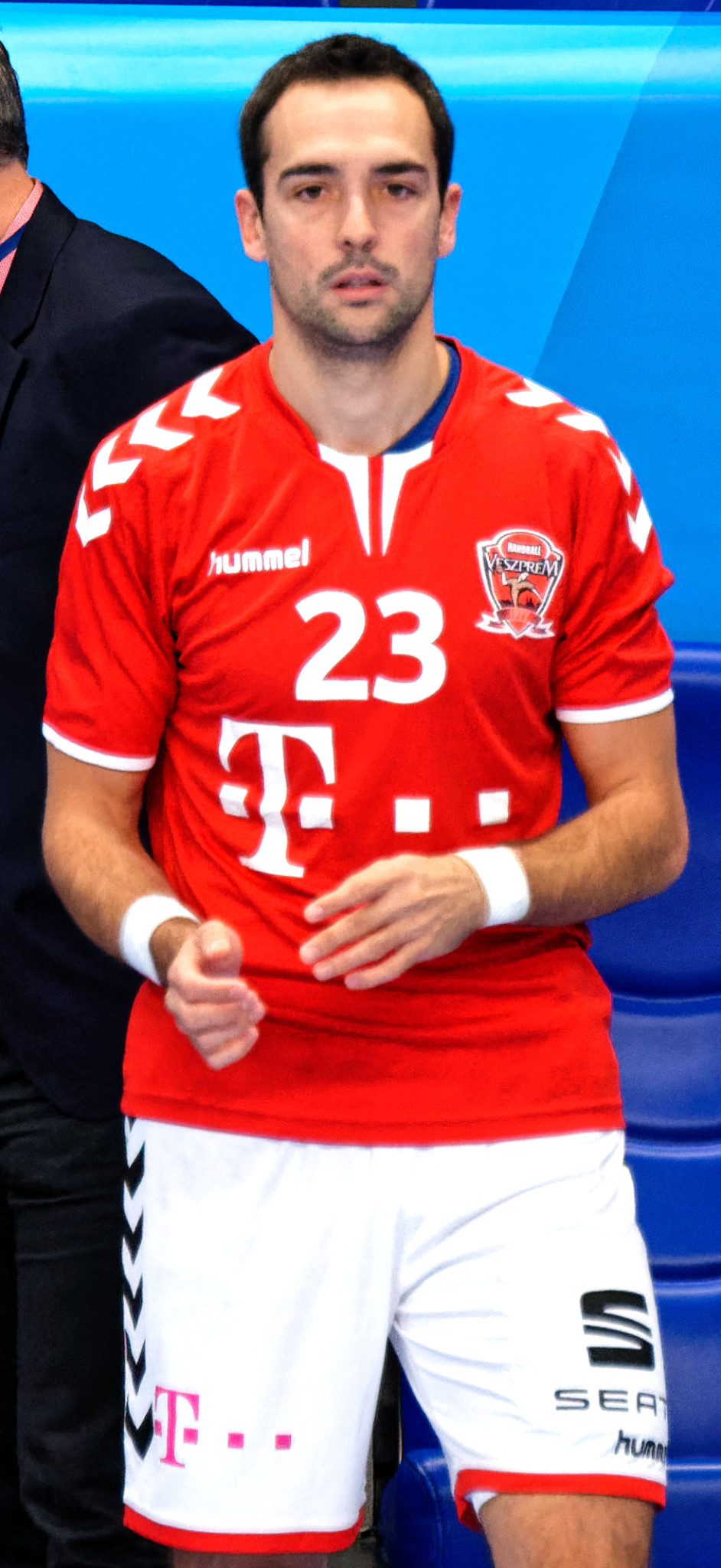
Cristian Ugalde i Veszprém KC, 2017.

Cristian Ugalde García, född 19 oktober 1987 i Barcelona, är en spansk handbollstränare och tidigare handbollsspelare (vänstersexa). Han spelade 131 landskamper och gjorde 288 mål för Spaniens landslag åren 2007–2016. Han är tränare för ungerska Tatabánya KC sedan 2024.

## Klubbar
- FC Barcelona (2004–2012)
- Veszprém KC (2012–2018)
- TSV Hannover-Burgdorf (2018–2020)
- AEK Aten (2020–2022)
- Tatabánya KC (2022–2024)

## Tränaruppdrag
- Tatabánya KC (2024–)